# شمال الهند
شمال الهند هي المساحة الجغرافية التي تُغطي شمال شبه القارة الهندية، وهي تتميز بطابع جغرافي مميز نتيجة لامتداد سهل الغانج الهندي من وسط الهند لينتهي بجبال الهيمالايا، والتي تفصل وتحد عن هضبة التبت وآسيا الوسطى.
سياسياً يشمل شمال الهند الولايات التالية: جامو وكشمير وهيماجل برديش وأوتاراخند وهاريانا والبنجاب ودلهي وشانديغار وراجستان وأتر برديش وماديا براديش.
يعد شمال الهند تاريخياً موطن ومكان استقرار عدة إمبراطوريات ودول مثل الإمبراطورية الماورية وإمبراطورية بالا ومملكة هارشا وسلطنة دلهي وإمبراطورية مغول الهند ودولة الصوريون وإمبراطورية ماراثا وإمبراطورية السيخ والراج البريطاني. تطورت ثقافة شمال الهند نتيجة للتفاعل بين هذه التقاليد الدينية الهندوسية والإسلامية.

## اقرأ أيضاً
- جنوب الهند
- ولايات الهند ومناطقها